# Lijst van sultans van Brunei
Dit is een lijst met de sultans van Brunei en hun regeerperiodes.

## Sultans van Brunei (1405-heden)
| Nr. | Monarch | Monarch | Regeringsperiode                                                        |
| --- | ------- | --- | ----------------------------------------------------------------------- |
| 1   |         | Muhammad Shah | 1405 - 1415                                                             |
| 2   |         | Ahmad | 1415 – 1425                                                             |
| 3   |         | Sharif Ali | 1425 – 1433                                                             |
| 4   |         | Sulaiman | 1433 – 1473                                                             |
| 5   |         | Bolkiah | 1473 – 1521                                                             |
| 6   |         | Abdul Kahar | 1521 – 1575                                                             |
| 7   |         | Saiful Rijal | 1575 – 1600                                                             |
| 8   |         | Shah Berunai | 1600 – 1605                                                             |
| 9   |         | Hassan | 1605 – 1619                                                             |
| 10  |         | Abdul Jailul Akbar | 1619 – 1649                                                             |
| 11  |         | Abdul Jailul Jabbar | 1649 – 1652                                                             |
| 12  |         | Muhammad Ali | 1652 – 1660                                                             |
| 13  |         | Abdul Mubin | 1660 – 1673                                                             |
| 14  |         | Muhyiddin | 1673 – 1690                                                             |
| 15  |         | Nassaruddin of Nasruddin | 1690 – 1705 of 1690 - 1710                                              |
| 16  |         | Hussin Kamaluddin | 1705 – 1730 1745 – 1762 of 1710 - 1730 1737 - 1740                      |
| 17  |         | Muhammad Alauddin | 1730 – 1745 of 1730 - 1737                                              |
| 18  |         | Omar Ali Saifuddin I | 1762 – 1795 of 1740 - 1780                                              |
| 19  |         | Muhammad Tajuddin | 1796 – 1807 of 1780 – 27 april 1804 10 november 1804 - 14 februari 1807 |
| 20  |         | Muhammad Jamalul Alam I | 1806 – 1807 of 27 april 1804 - 10 november 1804                         |
| 21  |         | Muhammad Kanzul Alam | 1807 – 1829 of 1807 - 1828                                              |
| 22  |         | Muhammad Alam | 1825 – 1828                                                             |
| 23  |         | Omar Ali Saifuddin II | 1829 – 1852 of 1828 - 1852                                              |
| 24  |         | Abdul Momin | 1852 - 30 mei 1885                                                      |
| 25  |         | Hashim Jalilul Alam Aqamaddin | 30 mei 1885 - 10 mei 1906                                               |
| 26  |         | Muhammad Jamalul Alam II | 10 mei 1906 - 11 september 1924 op 5 juni 1920 benoemd tot Sir          |
| -   |         | Raad van regenten Pengiran Anak Muhammad Saleh (tot 2 december 1912) Pengiran Anak Chuchu Besar (tot 3 juli 1917) Pengiran al-Haji Muhammad Yasin ibni al-Marhum Pengiran Tua Omar Ali (vanaf 1913) | 10 mei 1906 - 15 mei 1918                                               |
| 27  |         | Ahmad Tajuddin (1913-1950) | 11 september 1924 - 4 juni 1950 op 20 september 1949 benoemd tot Sir    |
| -   |         | Raad van regenten Pengiran al-Haji Muhammad Yasin ibni al-Marhum Pengiran Tua Omar Ali | 11 september 1924 - 19 september 1931                                   |
| 28  |         | Omar Ali Saifuddien III (1914-1986) | 4 juni 1950 - 4 oktober 1967 op 9 juni 1953 benoemd tot Sir             |
| 29  |         | Hassanal Bolkiah (1946) | 4 oktober 1967 – heden                                                  |